# مؤسسه ملی ژنتیک (ژاپن)
مؤسسه ملی ژنتیک (به ژاپنی: 国立遺伝学研究所, こくりついでんがくけんきゅうじょ)
(به انگلیسی: National Institute of Genetics) یکی از مراکز اطلاعاتی و تحقیقاتی همچنین دانشگاهی است که در شهر میشیما در استان شیزوئوکا در ژاپن قرار دارد. این مؤسسه در سال ۱۳۴۹ میلادی افتتاح شده‌است. 
در این مرکز در حدود در حدود ۲۶۰ نوع مختلف درخت ساکورا جهت پژوهش نگهداری می‌شود که از نظر تنوع گونه بالاترین رقم در تمام کشور ژاپن به شمار می‌آید. بازدید از این مرکز برای عموم مردم به جز یک روز در ماه آوریل هر سال آزاد نیست.